# Alte Synagoge (Kalvarija)

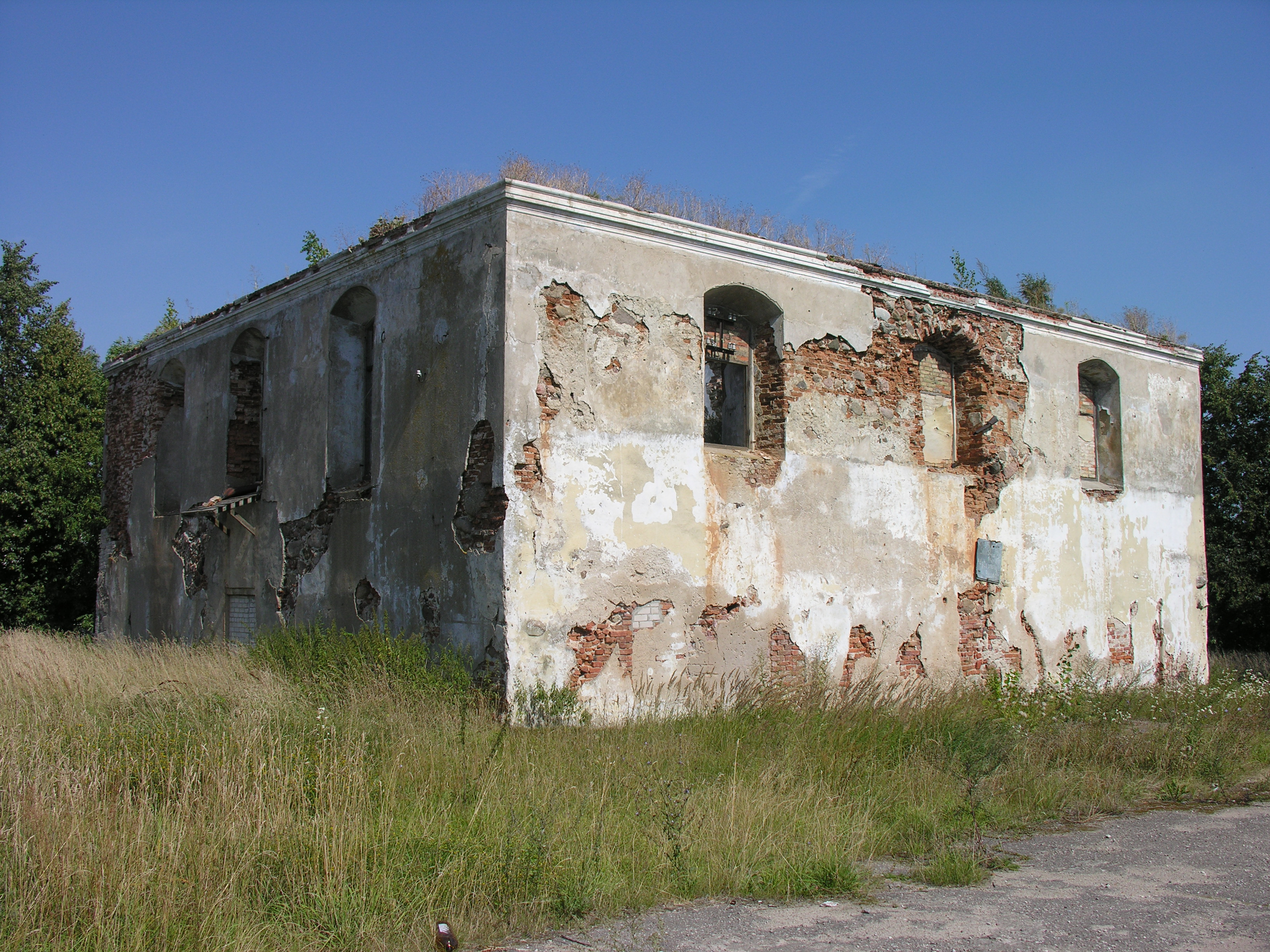
Alte Synagoge in Kalvarija (2013)

Die Alte Synagoge in Kalvarija, einer Stadt in der Rajongemeinde Kaunas in Litauen, wurde von 1795 bis 1803 errichtet.
Die profanierte Synagoge wurde nach dem Zweiten Weltkrieg bis 1981 als Ladengeschäft genutzt.
Das Gebäude aus verputztem Ziegelmauerwerk, dessen Dach in den 1990er Jahren einfiel, steht heute leer und verfällt.